# 無法者の群
『無法者の群』（むほうもののむれ、Dodge City）は、マイケル・カーティス監督による1939年公開のアメリカ合衆国の西部劇映画である。出演はエロール・フリン、オリヴィア・デ・ハヴィランド、アン・シェリダン。

## キャスト
| 役名                      | 俳優                         | 日本語吹替  | 日本語吹替   |
| 役名                      | 俳優                         | NETテレビ版 | フジテレビ版 |
| ------------------------- | ---------------------------- | ----------- | ------------ |
| ウェイド・ハットン        | エロール・フリン             | 御木本伸介  | 岩崎信忠     |
| アビー・アーヴィング      | オリヴィア・デ・ハヴィランド | 佐原妙子    | 上田みゆき   |
| ルビー・ギルマン          | アン・シェリダン             | 沢田和子    | 渡辺典子     |
| ジェフ・サレット          | ブルース・キャボット         | 服部哲治    | 田中信夫     |
| ジョー・クレメンス        | フランク・マクヒュー         | 緑川稔      |              |
| ラスティ                  | アラン・ヘイル               | 大宮悌二    |              |
| マット・コール            | ジョン・ライテル             | 永山一夫    |              |
| アーヴィング              | ヘンリー・トラヴァース       |             |              |
| グレンビル・M・ドッジ大佐 | ヘンリー・オニール           | 森川公也    |              |
| ヤンシー                  | ビクター・ジョリー           | 大木民夫    |              |
| バッド・テイラー          | ワード・ボンド               |             | 矢田稔       |

- NETテレビ版：初回放送1968年1月28日『日曜洋画劇場』
- フジテレビ版：初回放送1974年12月20日『ゴールデン洋画劇場』